# シウサガル・ラングーラム

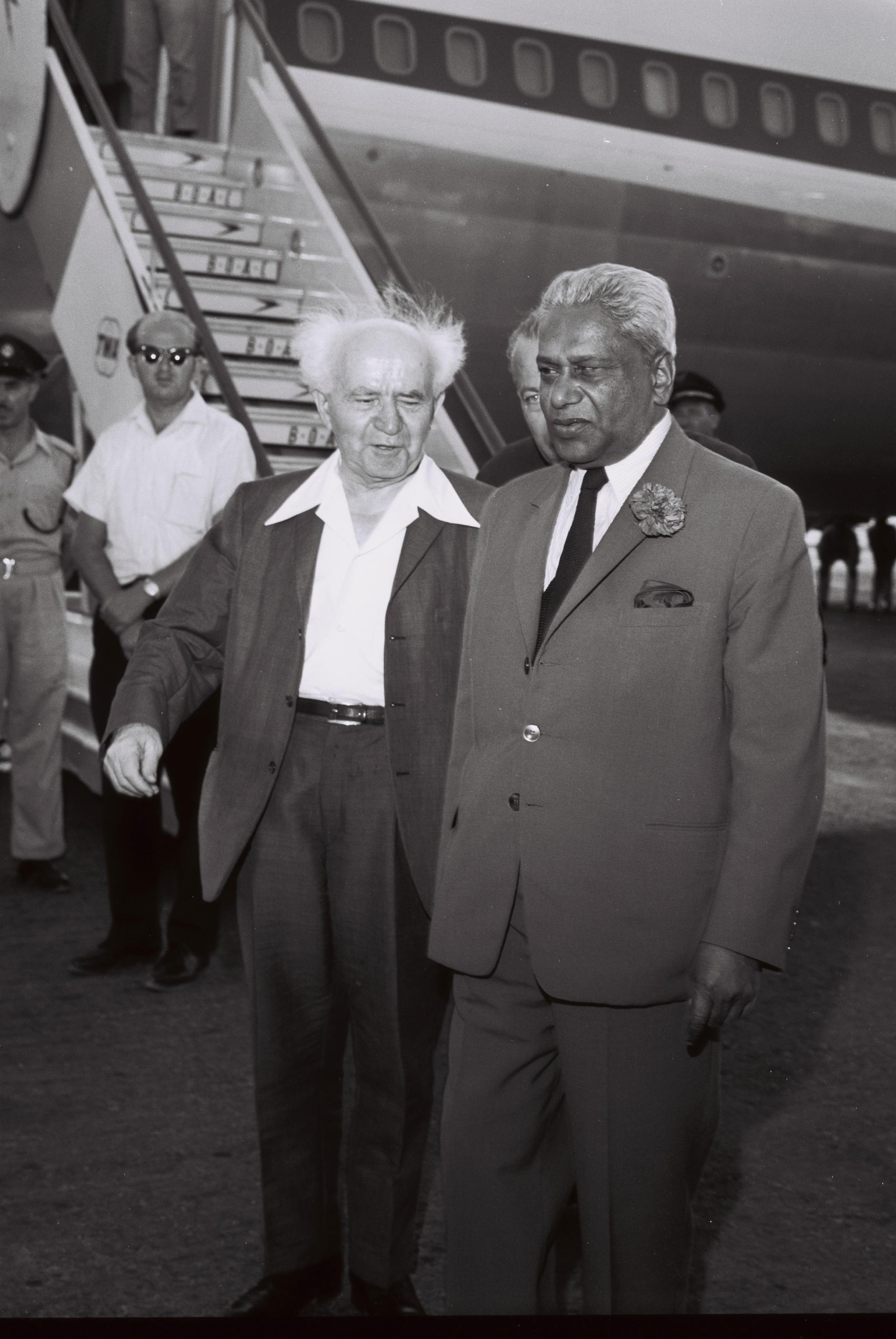
1962年、イスラエル・ロッド空港でベン＝グリオン首相に迎えられるラングーラム

シウサガル・ラングーラム（Seewoosagur Ramgoolam、ヒンディー語:शिवसागर रामगुलाम 1900年9月18日 - 1985年12月15日）は、モーリシャスの初代首相（在任：1968年 - 1982年）。

## 人物
モーリシャス労働党党首として独立運動を展開し、独立後は初代首相となる。住民の多数を占めるインド系（印僑）の出身。砂糖産業の不振で27%という高失業率に悩む経済を救うため、工業化を推進した。特に繊維産業が成長し、モーリシャス経済が発展するきっかけを作った。
第3代モーリシャス首相のナヴィン・ラングーラムは息子である。